# Новоукраинка (Каневский район)
Новоукра́инка (укр. Новоукраїнка) — село в Каневском районе Черкасской области Украины.
Население по переписи 2001 года составляло 105 человек. Почтовый индекс — 19044. Телефонный код — 4736.

## Местный совет
19044, Черкасская обл., Каневский р-н, с. Павловка